# R-Type (jeu vidéo)
R-Type est un jeu vidéo de type shoot 'em up développé et édité par Irem sur borne d'arcade en 1987. Le jeu fut porté sur divers consoles de jeux et micro-ordinateurs.
Il s'agit du premier épisode de la série R-Type.

## Système de jeu
R-Type est un shoot them up à défilement horizontal. Il a apporté d'importantes innovations qui ont été reprises par d'autres jeux du genre :
- le module supplémentaire avec armes optionnelles ;
- le « charge shot » ou « beam », tir à la puissance variable selon le temps de pression sur le bouton de tir (à noter que certaines versions console proposaient un bouton de tir normal et un bouton de tir rapide).

## Cadre scénaristique
Combinaison de physique, d'ingénierie génétique et de magie noire, les Bydo furent créés par l'homme en 2501 comme arme biologique. Ils peuvent être définis par une forme d'onde, même s'ils possèdent une masse physique et une structure d'ADN en forme de double hélice identique à leur créateur. Ils furent placés dans des containers aussi grands que la Lune où ils continuaient d'évoluer.
L'humanité tenta d'envoyer des milliers de Bydo à travers un trou dimensionnel contre une civilisation ennemie. Mais une anomalie apparut et les Bydo s'activèrent à l'intérieur du système solaire humain. Ils y firent des ravages jusqu'à ce qu'ils puissent, après 150 heures, être enfin éjectés vers l'autre dimension. L'humanité du XXVIe siècle semblait sauvée.
Cependant les Bydo étaient toujours vivants et continuaient leur évolution dans la dimension parallèle. Après avoir erré pendant une éternité, ils réapparurent en 2163, 200 ans avant leur abandon, pour démontrer leur pouvoir contre la Terre. À l'intérieur de l'Empire Bydo, une plante de clonage fut découverte. Elle se trouvait dans une place abritée à l'intérieur d'un ordinateur gigantesque qui contrôle la planète elle-même. Ainsi, non seulement les Bydo sont capables de se reproduire en tant que forme de vie, mais ils parviennent aussi à produire massivement des systèmes armés mobiles. La dernière chance de l'humanité est d'envoyer le prototype R-9A, un chasseurs trans-dimensionnel équipé d'un nouvel ensemble d'armes qui pourraient avoir une chance de détruire les Bydo une fois pour toutes.

## Exploitation
D'abord commercialisé en borne d'arcade en juillet 1987, le jeu fut porté sur nombreux supports familiaux, parfois dans des versions remaniées. Le jeu a aussi été réédité dans diverses compilations.
Il sert aussi d'inspiration pour des projets éducatifs, dans le cadre de l'apprentissage d'un langage de programmation, comme le C avec la librairie Allegro.

### Les différentes versions

#### Portage
Les dates correspondent à la 1re sortie.
- 1988 - PC-Engine[1] (Part-1 et Part-2, mars et juin 1988), Master System (Octobre 1988), MSX (Décembre 1988)
- 1989 - Amstrad CPC, Atari ST[2],[3], ZX Spectrum
- 1989 - Sharp X68000 (juin 1989)
- 1989 - Amiga, Commodore 64
- 1991 - Game Boy (mars 1991), PC-Engine (Super CD-ROM²) (décembre 1991, R-Type Complete CD)
- 2010 - iPhone OS

#### Réédition
- 1999 - R-Types (éditions États-Unis et Europe) sur PSX
- 2002 - iAppli (Novembre 2002)
- 2006 - Console virtuelle (Wii) (Réédition de la version PC Engine.)
- 2009 - Xbox Live Arcade le 4 février 2009 (R-Type & R-Type II)
- 2014 - iPhone DotEmu réédition sur iPhone de R-Type & R-Type II
- 2018 - Nintendo Switch, Steam (28 novembre) et PlayStation 4 (19 décembre) réédition par Tozai Games de R-Type & R-Type II nommée R-Type Dimensions EX

Le premier épisode de R-Type a également été réédité dans deux compilations :
- R-Types, sorti en 1998 sur PlayStation, comprend le 1er et le 2d épisode de la série. Cette compilation a été rééditée en 2006 et 2007 sur PSP et PlayStation 3 via le PlayStation Network.
- R-Type DX, sorti en 1999 sur Game Boy Color, comprend les adaptations Game Boy des deux premiers épisodes de la série plus une version remixée de ces mêmes épisodes.

#### Remake
- 2011 - Easter Egg édite une nouvelle version en freeware pour Amstrad CPC : Richard Gatineau (graphisme), Carl-Stéphane Berquez (programmation) et Julien Riet (musique) améliorent la version d'origine considérée comme la plus mauvaise toutes plateformes confondues en lui ajoutant notamment de la musique et plus de fluidité[4].

### Accueil
- Récompense

La version Master System a reçu le Tilt d'or Canal+ 1989 du « meilleur shoot them up sur console ».

## Postérité
Les versions Amiga et Commodore 64 ont été développées par les studios allemands Factor 5 et Rainbow Arts. En réalisant en 1988, Katakis, un clone de R-Type, Factor 5 et Rainbow Arts se sont attiré les foudres d'Activision, détenteur des droits d'adaptation de R-Type sur micros. Katakis fut retiré du marché et recommercialisé début 1989, dans une version remaniée et rebaptisée Denaris. Ce jeu était considéré plus réussi que les adaptations officielles déjà sorties de R-Type, et les développeurs allemands en ont finalement récupéré l'adaptation sur Amiga et C64. Ces versions proposent une musique introductive de Chris Hülsbeck. La version C64 fut programmée par Manfred Trenz.
- Gradius, de Konami, une série concurrente ayant commencé deux ans auparavant, en 1985 et ayant une série parallèle : Salamander
- Sur Amiga : différents jeux très inspirés : Menace (1988) de Psygnosis, Katakis et Denaris, X-Out et Z-Out, T-Zero, Ziriax
- Sur PC-Engine : la série Darius, Metaru burakku (メタルブラック, Metal Black)
- Pulstar et Blazing Star sur Neo Geo
- Turrican